# Mosiera calycolpoides
Mosiera calycolpoides là một loài thực vật có hoa trong Họ Đào kim nương. Loài này được (Griseb.) Borhidi mô tả khoa học đầu tiên năm 1992.